# Доні Андрієвці
Доні Андрієвці (хорв. Donji Andrijevci) — населений пункт і громада в Бродсько-Посавській жупанії Хорватії.

## Населення
Населення громади за даними перепису 2011 року становило 3709 осіб, 1 з яких назвала рідною українську мову. Населення самого поселення становило 2496 осіб.
Динаміка чисельності населення громади:
Динаміка чисельності населення центру громади:

## Населені пункти
Крім поселення Доні Андрієвці, до громади також входять:
- Ново Тополє
- Среданці
- Старо Тополє

## Клімат
Середня річна температура становить 11,06 °C, середня максимальна — 25,36 °C, а середня мінімальна — -6,13 °C. Середня річна кількість опадів — 733 мм.
| Клімат поселення                              | Клімат поселення | Клімат поселення | Клімат поселення | Клімат поселення | Клімат поселення | Клімат поселення | Клімат поселення | Клімат поселення | Клімат поселення | Клімат поселення | Клімат поселення | Клімат поселення | Клімат поселення |
| Показник                                      | Січ.             | Лют.             | Бер.             | Квіт.            | Трав.            | Черв.            | Лип.             | Серп.            | Вер.             | Жовт.            | Лист.            | Груд.            |                  |
| Середній максимум, °C                         | 5,80             | 8,20             | 12,75            | 17,30            | 22,28            | 25,36            | 25,32            | 24,85            | 20,94            | 15,46            | 9,59             | 5,56             |                  |
| Середня температура, °C                       | −0,19            | 2,20             | 6,80             | 11,31            | 16,33            | 19,39            | 21,19            | 20,71            | 16,80            | 11,30            | 5,42             | 1,40             |                  |
| Середній мінімум, °C                          | −6,13            | −3,74            | 0,84             | 5,36             | 10,37            | 13,43            | 17,02            | 16,56            | 12,65            | 7,17             | 1,30             | −2,72            |                  |
| Норма опадів, мм                              | 47               | 46               | 45               | 55               | 67               | 94               | 67               | 62               | 53               | 65               | 73               | 59               |                  |
| Середньомісячна швидкість вітру, м/с          | 1.90             | 2.20             | 2.50             | 2.40             | 2.11             | 2.00             | 1.99             | 1.80             | 1.73             | 1.80             | 1.90             | 2.00             |                  |
| Середньомісячна сонячна радіація, кДж/м²·день | 4343             | 6977             | 10938            | 15359            | 19218            | 21263            | 22184            | 20486            | 15040            | 9331             | 4882             | 3608             |                  |
| --------------------------------------------- | ---------------- | ---------------- | ---------------- | ---------------- | ---------------- | ---------------- | ---------------- | ---------------- | ---------------- | ---------------- | ---------------- | ---------------- | ---------------- |
| Джерело:                                      |                  |                  |                  |                  |                  |                  |                  |                  |                  |                  |                  |                  |                  |

## Уродженці
- Гавриїл Букатко (1913—1981) — хорватський греко-католицький єпископ Крижевецької єпархії, архієпископ римо-католицької архієпархії Белграду в 1964—1981 роках.